# Kuchnia (powieść)
Część zawartości tej strony może naruszać prawa autorskie.
Tekst źródłowy prawdopodobnie pochodzi z:
https://www.biblionetka.pl/art.aspx?id=28426
1. Nie usuwaj tego szablonu. Zostanie on usunięty, jeżeli prawa autorskie tego artykułu zostaną wyjaśnione.
2. Jeżeli potrafisz, napisz artykuł tak, aby nie naruszał praw autorskich.
3. Jeżeli masz prawa autorskie do tej treści lub masz zgodę na publikację zgodną z naszą licencją, prosimy, napisz o tym na stronie dyskusji tego artykułu i na stronie Wikipedia:Lista NPA oraz zastosuj procedurę zamieszczania haseł wcześniej opublikowanych.
4. Artykuł zostanie usunięty, jeżeli status praw autorskich do zawartych w nim treści nie zostanie wyjaśniony.

Powielanie materiałów chronionych prawami autorskimi – bez zezwolenia właściciela tych praw – jest pogwałceniem obowiązującego prawa, jest też sprzeczne z ustaleniami Wikipedii. Osobom, które regularnie wstawiają takie materiały, może zostać odebrane uprawnienie edytowania Wikipedii.
Kuchnia (jap. キッチン Kitchin) – powieść, debiut japońskiej pisarki Banany Yoshimoto.
Yoshimoto napisała tę powieść, gdy miała 23 lata. Po ukazaniu się Kuchni w 1988 roku w Japonii zapanowała prawdziwa "bananomania". Debiut dobrze przyjęto w świecie. 
W Polsce książka ukazała się nakładem Państwowego Instytutu Wydawniczego w 2004 roku w tłumaczeniu Anny Zielińskiej-Elliott.
Książka stała się podstawą scenariuszy dwóch filmów.
Składa się z dwóch dopełniających się opowiadań: Kuchni i Moonlight Shadow – napisanych zwiewnym, eleganckim stylem – opowiadających o jedzeniu, zmianie płci, miłości i utracie najbliższych.

## Kuchnia
Ulubionym miejscem Mikage Sakurai, w którym najchętniej spędza czas jest kuchnia, obojętnie czy własna, czy cudza. Mieszka z babcią, która wkrótce umiera. Niedługo potem Mikage zostaje przygarnięta przez Yūichiego, chłopca znającego z widzenia babcię Mikage (sprzedawał jej często kwiaty) na prośbę jego mamy. Mikage wprowadza się, śpi na kanapie w pobliżu kuchni.
Matka Yūichiego, Eriko, jest tak naprawdę jego ojcem, wdowcem po matce chłopaka. Po jej śmierci został kobietą i odgrywa w naturalny sposób rolę matki. Ta piękna i silna kobieta pracująca w klubie gejowskim, fascynuje ogromnie Mikage. Burzliwe relacje układają trudne do określenia relacje całej trójki.

### Pełnia księżyca – Kuchnia 2
Druga część Kuchni pokazuje życie dwójki młodych bohaterów bez Eriko, która została zamordowana w pracy. Oboje żyją oddzielnie (Mikage gotuje u znanej kucharki, prowadzącej show telewizyjny). Znów spotykają się po telefonie Yūichiego, który długo po śmierci Eriko, informuje Mikage o tym fakcie. Dziewczyna jedzie do niego i po rozmowie usypiają – Yūichi pijany, Mikage na kanapie jak dawniej. Ich nieokreślona sytuacja irytuje koleżankę Yūichiego ze studiów. Przybywa z gorzkimi pretensjami do Mikage w czasie jej pracy. Złość i zazdrość zmieniają nieco nastawienie Mikage, jednak nadal relacje jej i Yūichiego są dość niezdecydowane.

## Moonlight Shadow
Satsuki straciła w wypadku swojego chłopaka o imieniu Hitoshi. Zaprzyjaźnia się z jego młodszym bratem, którego dziewczyna zginęła w tym samym wypadku. Mały Hiiragi chodzi w dziewczęcym szkolnym mundurku, gdyż jest to jego metodą na przetrwanie. Przypadkowo przechodzą w miejscu, gdzie zginęły ich sympatie, Hitoshi i Yumiko.
W miejscu, w którym umarła ukochana osoba, czas zatrzymuje się na zawsze
Satsuki również postanawia znaleźć jakiś sposób, aby nie dać się zwariować. Postanawia codziennie rano biegać. Na moście spotyka dziwną kobietę, która przedstawia się jej jako Urara. Wystraszona jej słowami wypuszcza z rąk do rzeki termos. Tajemnicza Urara, która również w tajemniczych okolicznościach utraciła kogoś bliskiego, nawiązuje z nią kontakt telefoniczny. Odkupuje jej termos i umawiają się znów na moście, by skorzystać z rzadkiej okazji mistycznego przeżycia w czasie festiwalu Tanabata, który  ma wypalić ich wspólny smutek.